# アデル・アル＝ナクビ
アデル・アル＝ナクビ（Adel al-Naqbi, アラビア語: مهند قاسم、1982年1月10日 - ）ことアデル・アリ・アフメド・ハミス・アル＝ナクビ (Adel Ali Ahmed Khamis al-Naqbi) 
はアラブ首長国連邦 (UAE) のサッカー審判員。2016年から国際サッカー連盟 (FIFA) に国際審判員として登録されている。
遅くとも2011年5月には国内トップリーグであるUAEプロリーグで審判を務めていることが確認できており、2018年3月7日にはAFCカップ2018グループD・FCイスティクロル・ドゥシャンベ対FKアハルを担当。国際Aマッチの初担当は2018年3月25日に行われた国際親善試合のクウェート対カメルーン戦。
2022年にはAFC U23アジアカップ2022の審判団に招聘され、グループリーグを担当。AFCアジアカップ2023ではシリア対オーストラリアの試合を担当した。
2024年パリオリンピックのサッカー競技・男子では本大会の主審を務める主審21名の1人に選ばれ、グループステージ2試合を担当した。